# Врублевский, Станислав Федор Антонович
Врублевский, Станислав Федор Антонович (польск. Stanisław Teodor Wróblewski) (26 февраля 1854, Гродно — 1928) — российский железнодорожный инженер-технолог, предприниматель, один из создателей Московского промышленного района Российской империи; польский государственный деятель, создатель военно-промышленного комплекса Польской Республики.
Брат Витольда Адольфа Антоновича, Сигизмунда Флорентия Антоновича и Эдуарда Викентия Антоновича Врублевских.

## Начало биографии
Родился в семье потомственного дворянина письмоводителя Дворянской опеки Гродненской губернии титулярного советника Антона Анастасия Казимировича и Каролины ур. Маньковской Врублевских. После смерти отца с десятилетнего возраста воспитывался в семье старшего брата Витольда Антоновича Врублевского — будущего профессора Высшей технической школы в Варшаве, оказавшего большое влияние на развитие нравственных и технических способностей юноши. Так, во время проведения Крестьянской реформы в России в 1865—1866 годах Витольд Антонович и Станислав Антонович Врублевские в течение 9,5 месяцев завершили все выкупные сделки по земельным наделам с бывшими крепостными крестьянами своего отца. Рано повзрослев и осознав свою социальную ответственность, Станислав Антонович в течение всей своей жизни оказывал помощь нуждающимся.
В 1875 году стал студентом Санкт-Петербургского практического технологического института и в течение четырёх лет обучался на механическом отделении по специальности «инженер-технолог».
В сентябре 1879 года после окончания высшего учебного заведения начал службу на Николаевской железной дороге кандидатом для технических занятий, техником-контролером, помощником начальника 1-го участка Службы тяги и подвижного состава. С октября 1884 года служил на Александровском механическом заводе сначала пригоночным мастером, затем с 1887 года — начальником технической конторы и чертежной завода. В 1888 году посетил Францию и Бельгию, а также Международную промышленную выставку в Брюсселе.
В 1891 году переведен в паровозный отдел Службы тяги и подвижного состава Николаевской железной дороги на должность контролера по паровозам, а с 1 января 1894 года стал начальником этого отдела. В этой должности Станислав Антонович состоял до октября 1896 года и был уволен со службы по прошению.
Служба на Александровском заводе — поставщике подвижного состава для российских железных дорог, а также на Николаевской железной дороге дала ему возможность основательно изучить железнодорожный подвижной состав, ознакомиться с технической постановкой дела и стала фундаментом в его дальнейшей предпринимательской деятельности, начало которой совпало со стремлением правительства активизировать строительство железных дорог в России, в том числе путём создания акционерных компаний с привлечением значительных частных денежных средств.

## Предпринимательская деятельность
В 1897—1900 годах Станислав Антонович Врублевский — начальник технической конторы и член правления «Русского паровозостроительного и механического акционерного общества». В 1901—1908 годах — начальник технического отдела и член правления Московско-Киево-Воронежской железной дороги. Новая должность потребовала его переезда из Санкт-Петербурга в Москву. В 1906 году вошел в состав правления Московского акционерного общества вагоностроительного и механического завода (Мытищи, Московский уезд, Московская губерния), в 1907-м стал членом Общества заводчиков и фабрикантов Московского промышленного района. С 1912 по 1917 год — член Совета этого Общества, директор-распорядитель правления Московского акционерного общества вагоностроительного и механического завода (ныне — открытое акционерное общество «Метровагонмаш»). Именно здесь проявились его высокий профессионализм, организаторский талант, обязательность и честность в ведении дел, социальная ответственность.
«В начале XX века на предприятии было занято 1365 рабочих. Экономический кризис в начале 1900-х годов привел к расстройству дел фирмы, после чего для управления ею была учреждена администрация в составе К. К. Остеррида, С. А. Петровского, С. В. Моисеева и И. И. Бышевского. В 1903 году основной капитал составлял 3 млн руб. (12 тыс. акций по 250 руб.), прибыль — 112 тыс. руб. К 1913 году при новом составе правления (председатель Н. фон Мекк, директор-распорядитель С. А. Врублевский, А. А. Абрагамсон, И. И. Бышевский, Ф. К. Шотт) основной капитал был увеличен до 3,6 млн руб. (36 тыс. акций по 100 руб.), баланс — 16 029 441 руб.».
Вагоностроительный и механический завод был оснащен самым современным оборудованием. В 1913 году выпускал подвижной состав для железных дорог (вагоны пассажирские, товарные и платформы, цистерны, ледники, для перевозки скота), а также вагоны трамвайные и автомотрисы, вагончики опрокидывающиеся и ремонтные, вагонетки и платформы для рудников, мельничные машины и механические ткацкие станки. На нём было налажено производство запасных частей, стрелок, крестовин и поворотных кругов, маховиков для двигателей, трансмиссий, всякого рода чугунного литья; производился ремонт мягких пассажирских и товарных вагонов.
Ещё до начала Первой мировой войны завод принял заказы от военного ведомства и приступил к изготовлению полевых вагонов и платформ для перевозки военной техники.
Строительство и деятельность вагоностроительного завода в начале XX века оказали существенное влияние на экономическую, социальную и демографическую ситуацию в окрестностях Мытищ.
Для рабочих завода был выстроен поселок, население которого постоянно росло и к 1912 году составило более 7 тысяч человек, открылось три земских училища и одно 2-классное Министерское, земская больница, при вагоностроительном заводе — амбулатория, две аптеки, земская библиотека, приют для неимущих детей, почтово-телеграфная контора, чайная, четыре трактира, четыре лавки. В связи с большим потоком различных материалов и топлива для вагоностроительного и механического завода стала занимать одно из ведущих мест в грузообороте Московского уезда и железнодорожная станция Мытищи (Северная ж.д.). Так, в 1910 году станция отправляла 80 % и получала около 20 % из всего уездного грузооборота, основным отправителем грузов был вагоностроительный и механический завод.

## Благотворительная и общественная деятельность
Станислав Антонович Врублевский всегда уделял внимание решению социальных проблем служащих и рабочих своих предприятий, заботился о повышении ими квалификации, открывал школы для их детей, принимал активное участие в деятельности благотворительных обществ и помогал нуждающимся. Он был членом Общества вспомоществования нуждающимся ученикам Бологовского технического железнодорожного училища, Благотворительного общества вспомоществования бедным римско-католического вероисповедания в Москве.
Являлся членом Московского отделения Императорского Русского технического общества.

## Государственная деятельность
После Октябрьской революции 1917 года советскую власть не принял. В 1918 году Станислав Антонович Врублевский эмигрировал и принял активное участие в восстановлении польского государства. Весь свой организаторский талант, опыт и высокий профессионализм он применил для создания оборонно-промышленного комплекса Польской Республики.
Умер в 1928 году. Похоронен на родине, в Гродно (ныне — Республика Беларусь), в Кафедральном соборе Святого Франциска Ксаверия. На памятной надгробной плите надпись: «Станислав Врублевский. Инженер-технолог. Директор Центрального правления оборонно-промышленного комплекса Польской Республики. 1854—1928».

В монографии, посвященной известным уроженцам Гродненской области, А. П. Гостев вносит уточнение по поводу места захоронения Станислава Врублевского: 
Память Станислава Врублевского в Гродненском Кафедральном костёле Св. Франциска Ксаверия была увековечена в 1937 г. мемориальной плитой из белого мрамора. Сам же он похоронен в Варшаве на кладбище Повонзки (сектор 193, ряд 6, место 3, могила №31161). Об этом сообщила автору польская исследовательница пани Мария Коломайская (Maryla Kałamajska) в письме от 7 апреля 2016 г. «Inż. Stanislaw Teodor Wroblewski (1854-1928) pochowany jest w Warszawie na Starych Powazkach, w grobie rodzinnym (nr 31161 – kwatera 193, rzad 6 miejsce 3)».